# Berzerk
Pour les articles homonymes, voir Berserk (homonymie).
Berzerk est un jeu vidéo développé par Stern Electronics, sorti en 1980 sur borne d'arcade.
Le joueur contrôle un humanoïde dans des environnements labyrinthiques multi-tableaux en vue de dessus. Il doit progresser en éliminant une armée de robots belliqueux. C'est un précurseur du run and gun, qui a notamment influencé la conception de Robotron: 2084. Le jeu présente des caractéristiques innovantes de gameplay (notamment le tir multi-directionnel) et de réalisation avec des voix de synthèse.
Il a donné suite à Frenzy en 1982.

## Chicken! Fight like a robot!
Une des attractions de Berzerk tient en la présence de voix de synthèse, parmi les premières rencontrées dans un jeu vidéo. Grâce à la puce National Speech, le système peut émettre des phrases sur la base d'une trentaine de mots en faisant varier la vitesse d'énonciation et la tonalité : « Chicken! Fight like a robot! », « Intruder Alert! Intruder Alert! », « Destroy the humanoid », « The humanoid must not escape », ou encore « Coins detected in pocket! ». Le vocabulaire n'est pas très étendu mais le procédé revenait alors cher (environ 1 000 $US le mot).

## Développement et exploitation
Berzerk a été développé par Alan McNeil, employé de Stern Electronics, société chicagoane spécialisée dans l'industrie du flipper. Le titre du jeu provient de la série de nouvelles de science-fiction The Berzerker Stories de Fred Saberhagen. Elles racontent l'histoire des « berzerker » (cf. berserk), des machines à tuer venues des profondeurs de l'espace pour éradiquer toute forme de vie. Avant d'être commercialisé, le jeu a été testé avec succès dans quelques bars de Chicago.
Avec plus de 50 000 bornes produites, Berzerk est un énorme succès, le plus gros de la compagnie sur le marché vidéoludique. Les ventes du jeu auraient pu être meilleure si la borne n'avait pas été entachées par des problèmes de fiabilité de son joystick optique (« Joy Stick » sur le tract publicitaire d'époque), ce qui aurait occasionné 4 000 annulations de commandes. Il fut remplacé in fine par un Wico stick à technologie micro switch.
Le jeu a été adapté sur Atari 2600 et Vectrex en 1982, et Atari 5200 et Atari 8-bit en 1983. Il a connu plusieurs clones comme Robot attack (Big Five) sur TRS-80 et Talking Android Attack sur Tandy CoCo.

## Polémique et fait divers
Berzerk est un des premiers jeux décriés pour sa violence, quinze ans avant Mortal Kombat.
Par ailleurs, deux cas de mort subite entourent l'histoire du jeu. En avril 1982, un jeune homme de 18 ans, Peter Burkowski, succombe à une crise cardiaque après être parvenu à entrer ses initiales dans le tableau des scores par deux fois en moins de quinze minutes. Le lendemain un journal local titrait : « Video Game Death ». Selon une rumeur, un autre jeune homme serait mort dans des circonstances similaires en 1981, juste après avoir obtenu le score honorable mais troublant de 16 660 points.